# 5274 Degewij
5274 Degewij este un asteroid din centura principală, descoperit pe 14 septembrie 1985, de Edward Bowell.